# Caribella
Caribella is een geslacht van kreeftachtigen uit de klasse van de Ostracoda (mosselkreeftjes).

## Soort
- Caribella yoni (Puri, 1960)